# Goleba puella
Goleba puella is een spinnensoort in de taxonomische indeling van de springspinnen (Salticidae).
Het dier behoort tot het geslacht Goleba. De wetenschappelijke naam van de soort werd voor het eerst geldig gepubliceerd in 1885 door Eugène Simon.